# یک‌هزار مایل
«یک‌هزار مایل» (به انگلیسی: A Thousand Miles) تک‌آهنگی از ونسا کارلتن است که در ۱۲ فوریه ۲۰۰۲ منتشر شد.
این تک‌آهنگ در چارت ۱۰۰ آهنگ داغ بیلبورد آمریکا جزو ده ترانه اول قرار گرفت.